# Karl Lyberth (Politiker, 1894)
Karl Ole Wilhelm Lyberth (* 23. September 1894 in Maniitsoq; † 25. Dezember 1977 in Qeqertarsuaq) war ein grönländischer Landesrat.

## Leben
Karl Lyberth war der Sohn des Böttchers Holger Jens Peter Lyberth (1866–1899) und seiner Frau Mikol Maria Sophie Møller (1870–1936). Geboren in Maniitsoq, zog er jung nach Qaarsuarsuk, wo er in der dortigen Mine als Bergmann arbeitete. Von 1923 bis 1926 war er Mitglied im nordgrönländischen Landesrat, allerdings nahm nur an den ersten beiden Sitzungen teil. 1925 war sein Wahlkreis nicht vertreten und 1926 ersetzte Jonas Cortzen ihn. Karl Lyberth war der Großvater des Schriftstellers Hans Anthon Lynge (* 1945). Er starb Ende 1977 im Alter von 83 Jahren in Qeqertarsuaq.